# Staatliche Studienakademie Bautzen

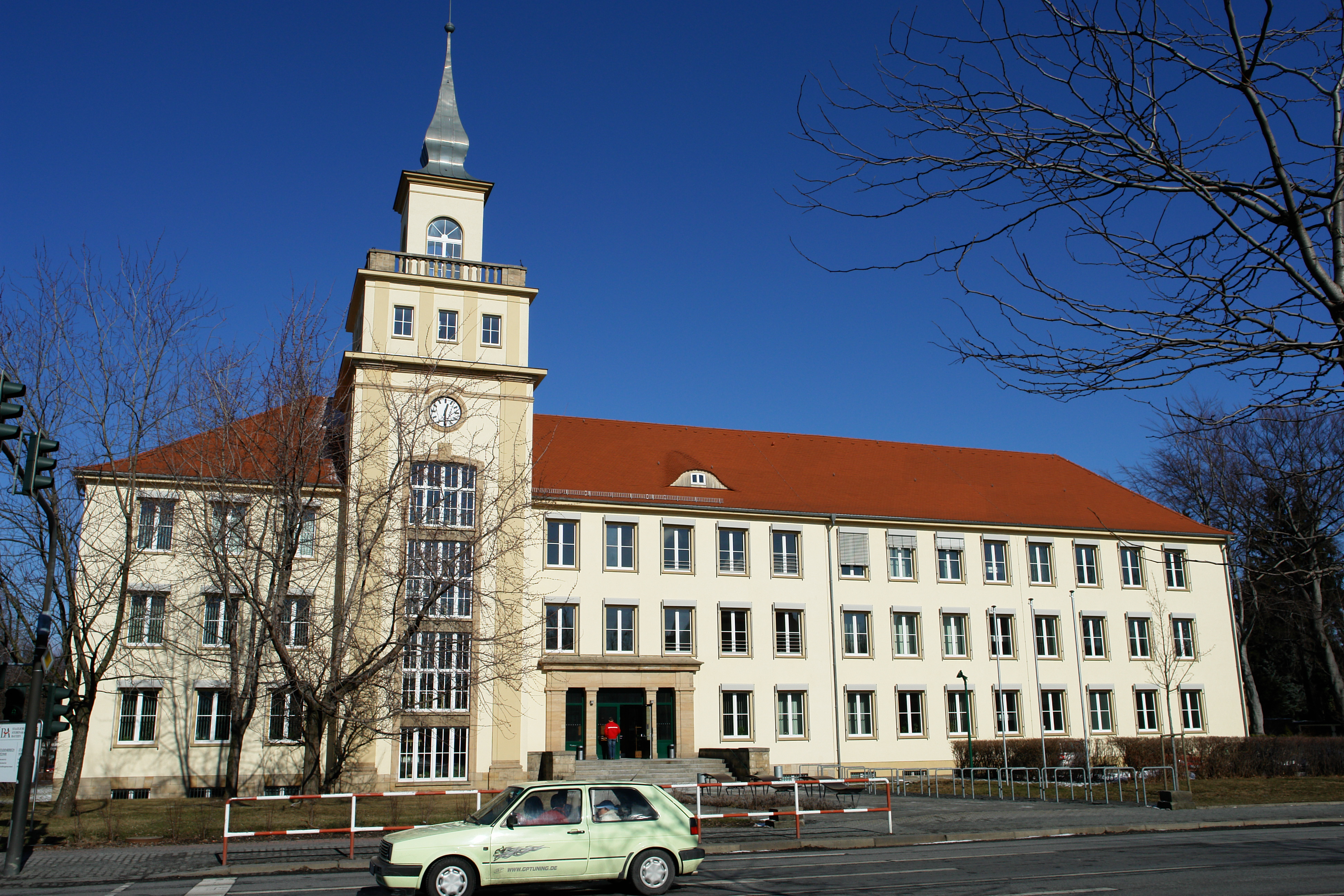
Hauptgebäude der Staatlichen Studienakademie Bautzen an der Ecke Wall-/Löbauer Straße

Die Staatliche Studienakademie Bautzen ist einer der Standorte der Dualen Hochschule Sachsen und ging aus einer 1827 gegründeten polytechnischen Bildungseinrichtung hervor. Seitdem wurden hier mehr als 12.000 Absolventen im betriebswirtschaftlichen und technischen Bereich auf die Anforderungen des Arbeitsmarktes nach dem dualen Prinzip  vorbereitet. 
Heute studieren hier ca. 500 Studierende in 6 Studiengängen. Die Studienvergütung von durchschnittlich 1.000 Euro trägt bei den Studierenden wesentlich zur Finanzierung des Studiums bei. Die Vermittlungsquote zum Abschluss des Studiums liegt bei 95 Prozent. (Stand 31. Dezember 2024)

## Geschichte
Im Jahr 1827 erfolgte die Gründung der polytechnischen Schule für Handwerkslehrlinge. Zwei Lehrer unterrichteten unentgeltlich in ihren eigenen Wohnungen die Fächer Deutsch, Rechnen, Zeichnen, Geometrie, Chemie und Physik. 1848 wurde der Unterricht in ein Schulgebäude am Wendischen Graben verlegt; im Jahr 1868 fand der Unterricht dann in der eigens neu errichteten Bürgerschule am Lauengraben (spätere Höhere Töchterschule, später Luther-Schule) statt. Nach der Einführung des allgemeinen Fortbildungsgesetz Sachsens im Jahr 1875 entwickelte sich die Schule zur Fortbildungsschule an der allgemeinen Volksschule.
1898 wurde die Schule in die „Industrie- und Gewerbeschule“ südlich des Reichenturms im ehemaligen Bauamt umgewandelt, 1938 erfolgte eine weitere Umwandlung in die „Technischen und Gewerblichen Lehranstalten“ mit einer vierjährigen Ausbildung. Mittlerweile war die Zahl der Schüler von ehemals 135 Schülern im Jahr 1898 auf 2146 Schüler angewachsen.
Nach dem Zweiten Weltkrieg wurden 1945 die „Technischen und Gewerblichen Lehranstalten“ mit der allgemeinen Berufsschule vereinigt. Im Folgejahr übersiedelte die Schule in das Gebäude der ehemaligen landständischen Oberschule in den Schilleranlagen.
Wegen der Neugliederung des Fachschulwesens in der DDR wurden 1950 die „Technischen und Gewerblichen Lehranstalten“ als Abendschule für „Technische Ausbildung“ eingerichtet. Im darauffolgenden Jahr kam die Tagesabteilung im Ingenieurstudium für technische Berufe hinzu. 1951 wurde die Schule als „Fachschule für Maschinenbau und Elektrotechnik“ gegründet und neben der Ausbildung zum Techniker ein Ingenieursstudium ins Leben gerufen. Eine Umbenennung in „Fachschule für Maschinenbau“ erfolgte 1953, ein Internat mit 90 Plätzen in der Siegfried-Rädel-Str. 8 wurde fertiggestellt. Der erste Bauabschnitt für das neue Schulgebäude in der Boleslaw-Bierut-Straße 1 konnte 1954 fertiggestellt werden. Im folgenden Jahr wurde die Schule in „Fachschule für Schwermaschinenbau“ und im Jahr 1958 in „Ingenieurschule für Fördertechnik“ umbenannt.
1961 studierten in den Studienrichtungen Fördertechnik und Technologie des Maschinenbaues 307 Direktstudenten und 444 Abendstudenten unter der Anleitung von 24 Lehrkräften. 1967 begann das Fernstudiums mit 40 Studenten. Eine weitere Umbenennung der Schule in „Ingenieurschule für Maschinenbau“ erfolgte 1969. Der dritte Bauabschnitt des neuen Schulgebäudes sowie der Mensa und des Heizhauses wurde 1983 fertiggestellt.
Im Jahr 1986 wurde mit der Technikerausbildung begonnen, an der Ingenieurschule arbeiteten 53 hauptamtliche Lehrkräfte. In der Zeit von 1951 bis 1990 schlossen insgesamt 9798 Absolventen eine Ausbildung an der Bildungsstätte ab.
1991 wurde die „Staatliche Studienakademie Bautzen“ als Standort der „Berufsakademie Sachsen“ gegründet. Das duale Studium begann mit 26 Studierenden in zwei Seminargruppen in den Studienrichtungen Wirtschaftsinformatik und Maschinenbau. In den folgenden Jahren wurde das Studienangebot kontinuierlich erweitert. Hinzu kamen Ausbildungen in den Studienrichtungen Elektrotechnik und Bankwirtschaft (1992), Wirtschaftsingenieurwesen (1994), Öffentliche Wirtschaft (1995), Medizintechnik (1998), Finanzmanagement (2004) und Betriebliches Ressourcenmanagement (2018).
2017 erfolgte die Überführung als Staatliche Studienakademie in die neu gegründete Berufsakademie Sachsen. Im Laufe der Zeit hatten zudem umfangreiche Sanierungsmaßnahmen stattgefunden, ein neues Laborgebäude wurde 2018 eröffnet.
Seit dem 1. Januar 2025 ist die Duale Hochschule Sachsen Rechtsnachfolgerin der Berufsakademie Sachsen.

## Studium

### Studiengänge
- Betriebliches Ressourcenmanagement
- Public Management
- Wirtschaftsinformatik
- Elektrotechnik
- Medizintechnik
- Wirtschaftsingenieurwesen

### Zugangsvoraussetzungen
Zugangsvoraussetzung ist ein Ausbildungsvertrag mit einem geeigneten Unternehmen, dabei helfen die Mitarbeiter der Studienakademie bei der Vermittlung von Firmenkontakten. Voraussetzung ist ebenfalls entweder die allgemeine Hochschulreife oder die Fachhochschulreife oder die fachgebundene Hochschulreife, oder ein Abschluss als Meister. 
Zusätzlich besteht für Bewerber mit einer mindestens dreijährigen staatlich geregelten Berufsausbildung die Möglichkeit, ohne Abitur ein fachgebundenes Studium nach Zugangsprüfung und/oder Beratungsgespräch aufzunehmen (§ 18 Art. 6a SächsHSG). 

### Studienablauf
Grundlage für das Studium an der Akademie ist ein Studienvertrag mit einem anerkannten Praxispartner, wobei in der Regel eine Studienvergütung gezahlt wird. Die Praxispartner übernehmen selber 80 bis 100 Prozent der Absolventen in ein festes Arbeitsverhältnis. In dualen Studiengängen wechseln wissenschaftlich-theoretische Studienabschnitte an der Studienakademie mit praxisintegrierenden Abschnitten im Unternehmen. Studienbeginn ist immer der 1. Oktober des Jahres. Bereits nach sechs Semestern kann das Studium mit einem Bachelor-Abschluss erfolgreich beendet werden. Die hohe Erfolgsquote beim Erreichen des Studienzieles resultiert aus der engen Bindung der Studierenden an die Praxispartner. Die Modularisierung und die Vergabe von Credit-Points machen Leistungen auch international vergleichbar.

### Studienfinanzierung
In Sachsen werden keine Studiengebühren erhoben. Studierende erhalten in der Regel eine Studienvergütung vom jeweiligen Praxispartner. Das Studium an der Berufsakademie ist außerdem ein nach dem BAföG förderungsfähiges Studium.

### Studienbedingungen
Der rekonstruierte Campus bietet neben Seminarräumen und Hörsälen auch Labore für die Studierenden. Ihre IT-Infrastruktur ermöglicht den Zugriff auf vielfältige Anwendungen und Internetressourcen. Neben einer Mensa befindet sich auf dem Campus eine öffentliche, wissenschaftliche Fachbibliothek. Als offizielle DIN-Normenauslegestelle verfügt die Einrichtung über das komplette aktuelle Deutsche Normenwerk.